# Byrdstown
Byrdstown is een plaats (town) in de Amerikaanse staat Tennessee, en valt bestuurlijk gezien onder Pickett County.

## Demografie
Bij de volkstelling in 2000 werd het aantal inwoners vastgesteld op 903.
In 2006 is het aantal inwoners door het United States Census Bureau geschat op 880, een daling van 23 (-2,5%).

## Geografie
Volgens het United States Census Bureau beslaat de plaats een oppervlakte van
4,0 km², geheel bestaande uit land. Byrdstown ligt op ongeveer 312 m boven zeeniveau.

## Plaatsen in de nabije omgeving
De onderstaande figuur toont nabijgelegen plaatsen in een straal van 32 km rond Byrdstown.